# 邪聖剣ネクロマンサー
『邪聖剣ネクロマンサー』（じゃせいけんネクロマンサー）は、ハドソンが開発し1988年1月22日に発売されたPCエンジン用ロールプレイングゲーム (RPG)。

## 概要
当時のゲーム機としては最高の同時発色数を謳ったPCエンジンの機能を駆使し、戦闘シーンでは敵キャラ（モンスター）から音を立てて血が吹き出たり、内臓や死体などを模したグロテスクな敵が登場した。TVCMでのキャッチフレーズは「夜、一人では遊ばないでください」。画像と音楽は非常に凝った作りになっている。主な敵モンスターの名前はクトゥルフ神話を題材にしている。
様々な部分でH・R・ギーガーのイメージに影響を受けたビジュアルが使われている。ただし、本作におけるギーガーの作品は、当時発売されたPCエンジン版のパッケージ等に使用された、剣を咥えている骸骨のイラストだけである。また、このイラストは本作のための描き下ろしではなく、先に発表された『Spell3』に収録されたイラストを、本作パッケージ用として許諾を受け使用したものである。
2004年から2006年にかけて携帯電話ゲームとして携帯電話各種キャリアにおいて配信された。PCエンジン版はバーチャルコンソール対応ソフトとして2006年にWii、2017年にWii Uにてそれぞれ配信された他、2009年にはPlayStation 3およびPlayStation Portable用ソフトとしてゲームアーカイブスにて配信された。その他にもいくつかのゲーム機やネットサービスでゲームデータ配信（もしくはプリインストール）されている（詳細は#移植版を参照）。

## ゲーム内容

### システム
- 全体的に難易度が高い。
  - 独特な戦闘バランス[要追加記述]に加え、敵モンスターは陸地を移動するごとに強さが上がる。また、一部の敵から強力な「痛恨の一撃」を受けることがあり、レベルが低い時点では即死することもある。
  - 洞窟はアイテムを用いても視界が狭く、壁には様々な抜け道が存在し、最後の大陸に渡るために必要な抜け道もある。「トルース」や「レジェルダー」など、フィールド内やダンジョン奥にある隠しアイテムはノーヒントである。
- セーブ方式は宿屋で示される、平仮名カタカナ英字混じりの最大64文字のパスワード。入力を間違えるとレベルが跳ね上がったりするような現象が起きた[要出典]。
- 隠しパラメーターにメーカー非公開の「恐怖値（忠誠心と呼ばれることもある）」があるとされ、逃げたり死んだりすることで加算されるとされているが[要出典]、『邪聖剣ネクロマンサー2』の開発の際に本作を解析したスタッフによると、そのようなパラメーターは見つからなかったという[2]。戦闘を避け逃げてばかりいると、仲間が戦闘中に恐れをなして逃げ出してしまうようになると言われている[誰によって?]。
- 一部の魔法名は日本語の言葉遊びから[要出典]。例：ダンジョンから逃げる→逃げる・ダンジョン→げる逃・ダン→「ゲルニダン」

### その他
- 独自の隠しパラメーターが多く、中には修正が効かない物もある[要出典]。ザコ敵から逃げてばかりいると、ボス敵だろうが戦闘中に勝手に逃げ出すようになる[要出典]、等。
- 素早さのパラメーターの影響が非常に大きい。攻撃の順番や命中率に影響するだけではなく、敵味方関わらず素早いキャラクターが鈍いキャラクターに直接攻撃を行うと、最高で3回連続して攻撃を行うことが可能なため、素早さが低いキャラクターはそれだけで大きなハンデを背負うことになる。
- 最高レベルに近くなると、バロン以外のキャラは一部パラメーターの低下が起きる。これは時間の経過により肉体に老化や衰えが来て、バロンは最高レベル時に心身共に一番充実している時期に差し掛かったと言う仕様である。

## 物語
かつて神々と悪魔が何千年にも渡る戦いを繰り広げていた時代。悪魔との戦いを終わらせるために神々が生み出した、「邪聖剣ネクロマンサー」と呼ばれる巨大な力を秘めた剣が存在した。武器を持った神は悪魔との戦いに勝利を収め、神の世界と悪魔の世界の間に新たな1つの世界をつくり、神の世界を「天界」、悪の世界を「魔空界」、その間にある新たな世界を「地上界」と名付けた。
時代は移り、イシュメリア王国は不気味な魔物たちの攻撃を受け、王も殺害され、まさに滅ぶ寸前であった。王は死ぬ前に「魔物たちを倒すには邪聖剣ネクロマンサーが必要だ。なんとしても剣を探し出し、王国を守ってくれ。」という言葉を残した。この言葉を受け勇者と仲間たちは冒険の旅へと出かける。
途中、邪聖剣ネクロマンサーは、ヒルト、ブリム、レイドの3つの聖杯に分けられて各地に納められていることを知り、蘇生方法を記したエギノスの書も揃え賢者メイガスに会うことによってネクロマンサーの復活が果たされる。しかしネクロマンサーは、邪悪なる力と神なる心を併せ持つことによって力が発揮される剣であり、この時点でのネクロマンサーは邪悪な力のみしか持たぬために、その力も弱いものであった。神々の降り立つ島に住む賢者ベルリオーズにより神なる心を吹き込み、祝福を受けることでネクロマンサーは真の力を取り戻す。
真の力を発揮したネクロマンサーの力でアザトースを倒した後、勇者はネクロマンサーの存在が新たな争いをもたらすであろうことを危惧し、剣の力で国を治めてみないかという城仕えの老人ギムルの誘いを断ると共に、地中深く埋めて封印して欲しいという願いと共にネクロマンサーを託して王国から去っていった。
スタッフロール終了後、タイトル画面に登場する『顔』が現れ、神々ですら持て余したネクロマンサーを蘇らせたことへの警鐘を鳴らすと同時に土を掘り返すような音がするという不吉な一言を残す。その言葉通り、ブラックアウトした画面に何かを掘り返すような音が響き渡りつつ、物語は幕を閉じる。

## 登場人物

### 仲間
3人のパーティーであり主人公以外に仲間は2人しか連れて行けない。
主人公
故ジェイノス王の志に心を打たれ、世界を救うために立ち上がった勇者。攻撃、防御、すばやさのバランスがいい。魔法もわりと強力だがMPが少なめ。最高レベルは62。
ライム
攻撃魔法を得意とする女魔法使い。回復魔法も使える。すばやさも比較的高い。最高レベルは54。
カオス
防御・回復魔法を得意とする魔法使い。ライムと比べてすばやさが低いが、回復や防御魔法が豊富のため、ボス敵相手には強い。最高レベルは50。
バロン
魔法はまったく使えないが力持ち。主人公でも持てないバトルアックスを装備でき、終盤に手に入る武器「レジェルダー」を持たせれば主人公に迫る攻撃力となる。一方すばやさが非常に低いので連続攻撃を受けやすく、攻撃が当たりにくい。最高レベルは46。
マイスト
人呼んで「はやてのマイスト」。非常にすばやい。攻撃力は低めだが、敵に対して素早さが高いと連続攻撃ができるので、与えられる合計ダメージは高い。器用貧乏ながらではあるが攻撃と回復魔法も使える。最高レベルは64。
ロミナ
女魔法戦士。本人曰くこれといった取り柄がない。最初はあまり強くないが、LV15あたりから成長が加速、LV30あたりからは成長速度が非常に速くなり、成長すれば高位の魔法も使用可能となる。最高レベルは62。

### その他
ジェイノス
イシュメリア王国を治めていた王。魔物たちによって殺害されてしまったが、「王国を守るために邪聖剣ネクロマンサーを探し出してほしい」という言葉を遺す。
ギムル
ランダメリアの王宮で故ジェイノス王に仕えていた老人。主人公に邪聖剣ネクロマンサーの存在を教え、城の精鋭の内2人を連れてネクロマンサーを探してほしいと依頼する。
ガロース
ヘラーシャに住んでいる魔術師。
ドルン
ガロースの師匠。バーンの杖にかけられた呪いをスターサファイアの力で解いてくれる。
ミオネリア
水の女神。はるか昔からタロネスの町の湖で平和のために祈り続けている。
ミランダ
ハルモニアの領主ラインハルトの令嬢。ダカル島に連れ去られ、魔物の呪いによってミランダの像に変えられてしまった。
アブラメリン
「エギノスの書」を記した魔術師。邪聖剣ネクロマンサーを3つの聖杯に分けて各地に隠した。
ベルリオーズ
アブラメリンの子孫。ネクロマンサーに神なる心（神の魂）を吹き込むことにより、ネクロマンサーの真の力を引き出してくれる。
エルネリア
水の女神であり、ミオネリアの姉。ミオネリアを助けてくれたお礼として、主人公たちのHPとMPを回復してくれる。

### 主な敵
魔空王アザトース
魔物たちを率いる最終ボス。

## 移植版
※ ハドソンを吸収合併したコナミデジタルエンタテインメント（KDE）が、現在同社の著作権を全て保有し、新規に購入が可能な機種版の販売元となっている。 
| No. | タイトル             | 発売日         | 対応機種                                                    | 開発元            | 発売元   | メディア                                | 型式       | 備考                                                            |
| --- | -------------------- | -------------- | ----------------------------------------------------------- | ----------------- | -------- | --------------------------------------- | ---------- | --------------------------------------------------------------- |
| 1   | 邪聖剣ネクロマンサー | 2004年11月22日 | FOMA900i （iアプリ）                                        | ハドソン          | ハドソン | ダウンロード （着信☆あぷり♪）           | -          |                                                                 |
| 2   | 邪聖剣ネクロマンサー | 2005年12月1日  | ボーダフォンライブ! （Vアプリ）                             | ハドソン          | ハドソン | ダウンロード （着信☆あぷり）            | -          |                                                                 |
| 3   | 邪聖剣ネクロマンサー | 2006年9月14日  | BREW対応機種 （EZアプリ）                                   | ハドソン          | ハドソン | ダウンロード （着信☆あぷり♪）           | -          |                                                                 |
| 4   | 邪聖剣ネクロマンサー | 2006年12月2日  | Wii                                                         | -                 | ハドソン | ダウンロード （バーチャルコンソール）   | PAJJ       |                                                                 |
| 5   | 邪聖剣ネクロマンサー | 2009年12月16日 | PlayStation 3 PlayStation Portable (PlayStation Network)    | 非公表            | ハドソン | ダウンロード （PCエンジンアーカイブス） | NPJJ-30005 |                                                                 |
| 6   | PC Engine GameBox    | 2010年12月20日 | iPhone iPod touch (iOS)                                     | 非公表            | ハドソン | ダウンロード                            | 406585960  |                                                                 |
| 7   | 邪聖剣ネクロマンサー | 2017年3月29日  | Wii U                                                       | 非公表            | KDE      | ダウンロード （バーチャルコンソール）   | PAJJ       |                                                                 |
| 8   | 邪聖剣ネクロマンサー | 2020年3月19日  | PCエンジン mini TurboGrafx-16 mini PC Engine CoreGrafx mini | M2 ※ 移植開発担当 | KDE      | プリインストール                        | -          | 本体にあらかじめインストールされている 58作品の一つとして収録。 |

### 携帯電話版
- 「着信☆あぷり♪」（現「ハドソン☆プレミアム」）にて、90xiシリーズ限定でiアプリとして配信された。後にau版・ソフトバンクモバイル版も配信された。
- ランダメリアに戻ればいつでも仲間を入れ替えることができるようになった（但し、外れている仲間は成長しない）。
- キャラは2頭身のディフォルメされたものに変更され、それに合わせてフィールドや町、モンスターの姿も一新された。
- 天空城のマップが原作のようなシンプルな構造から大幅に変わっており、強制戦闘が非常に多くなっているので、ある程度のレベル上げをしないと突破できない。
- ダゴンシルドやオーラシルド、ミゲルヘルム等の追加装備もあり、キーアイテムも追加され原作では探索不要だった洞窟も入る必要がある。
- キャラ毎の使用可能魔法にも変更が入り、PCエンジン版で使えなかったものが使えたり、逆に使えなくなっていたりもする。
- ゲルニダンの効果も変更され一度行った町はどこでもワープできるようになり、利便性が増した。
- 大ボスクラスの4体（ツァトゥグァ・ナイアラトテップ・ハストゥール・ヨグソトース）が、物語の要所で中ボスとしても登場してくるので重要イベント前に体力等の回復は必須。
- それに合わせて中ボス・最終ボス用の音楽も追加され既存の音楽も全て別物に変更された。
- 原作ではセリフの中でしか登場しない人物が登場し、それに合わせたイベントも追加されている。
- 公式サイトのサンプル画像では、主人公の名前は「キース」。
- レベルの最大値が全員一律で99となっている。また、ステータス上昇も固定値となった。
- 経験値、お金といった数値データが一定値を超えると表示されなくなる（9999999が最大値。千万以降が0として表示される。現在のところバージョンアップ予定がない為、仕様である）。

## スタッフ
- ファースト・ユニット（プログラム・チーム）
  - オリジナル・シナリオ：竹部隆司
  - プログラム：竹部隆司、SADA
  - キャラクター・デザイン：関口暁信、MEGUNTA
  - タイトル：CORO CHAN、MEGUNTA
  - マップ・エディター：桜田一郎、関口暁信
  - モンスター・アニメーション：CORO CHAN
  - サウンド・エディター：LAMIA
  - 音楽：竹間淳
  - ツール：NAKAJI
  - システム・サポート：ITALAB
  - テクニカル・アドバイザー：TAKE CHAN

- セカンド・ユニット（シナリオ・チーム）
  - シナリオ：三条陸
  - ゲーム・アドバイザー：タイレル辻
  - スーパーバイザー：AYUMI KANO
  - モンスター・アドバイザー：KITAMAKURA
  - サポート：CBM
  - マップ・サポート：MOMO CHAN

- スペシャル・サンクス：H・R・ギーガー、NAKAHARA、KURODA、CHIBA、TUJI CORP.、R.YUMIMURA、K.SUGITA、S.MATUSHIGE

## 評価
- ゲーム誌『ファミコン通信』の「クロスレビュー」では7・5・7・5で合計24点（満40点）[10]、『PC Engine FAN』の読者投票による「ゲーム通信簿」での評価は以下の通り18.18点（満30点）となっている[1]。また、この得点はPCエンジン全ソフトの中で445位（485本中、1993年時点）となっている。

| 項目 | キャラクタ | 音楽 | 操作性 | 熱中度 | お買得度 | オリジナリティ | 総合  |
| 得点 | 3.29       | 3.08 | 3.02   | 3.05   | 3.02     | 2.73           | 18.18 |

- ゲーム本『懐かしゲーム機大百科 PCエンジン完全ガイド 1987-1999』では、パッケージイラストやクトゥルフ神話を由来としたモンスター群、グロテスクな表現の戦闘シーンなどに関して「ダークファンタジーに徹したその世界は当時としては非常に目新しかった」と称賛した[11]。また敵が強い事やエンカウント率が高い事、ゲームスタート時に選択する仲間によって道中が高難易度になる可能性がある事、パスワードがひらがな、カタカナ、英字が混在し64文字書き写す困難さなどを挙げた上で「プレイヤーを一切甘やかさない要素が多く盛り込まれている」と指摘した[11]。

## 続編
- 2009年4月27日より、続編である『邪聖剣ネクロマンサー2』が携帯電話アプリとしてNTTドコモから配信され、後にau・ソフトバンクからも配信された。そして、2010年6月16日には、2からさらにアレンジを加えた強化移植版になる『邪聖剣ネクロマンサー NIGHTMARE REBORN』がニンテンドーDSiウェアで配信された。

## 関連作品

### コミック版
- 邪聖剣ネクロマンサー （前田俊夫、JICC出版局、ISBN 488063509X）
人間関係などゲームと違って独自の設定を持つ漫画作品である。

#### ストーリー
主人公ケインは旅の途中でロミナを救う。剣の腕を見込まれたケインは、ライムとカオスとともに邪聖剣ネクロマンサーを探し、魔空王アザトースを倒す旅に出る。そして3人の後をマイストとロミナが追いかけ合流する。
タロネスで水を汚染している魔物を倒そうと地下に潜ると、そこにはマイストの兄ホークの死体が横たわっていた。ケインはホークの遺したスターサファイアのついた短剣で魔物を倒して街を救った。
次にハルモニアに向かった一行は、怪しまれて城に入れてもらえない。そんなとき領主ラインハルトの娘ミランダが石像にされてしまう。ケインは五光塔に挑戦し五芒星を手に入れミランダを救うことに成功する。ラインハルトからお礼にエギノスの書をもらうと、そこには大魔術師アブラメリンがネクロマンサーを3つの聖杯に分割したことなどが書かれていた。これらを手にいれるために一行は天空の迷宮へと向かう。しかし、魔物と戦っている間にカオスが一人で聖杯をすべて手に入れネクロマンサーを復活させてしまう。カオスはアブラメリンの子孫で、ネクロマンサーを狙い覇王になろうとしていたのだった。
しかしカオスはネクロマンサーを鞘から抜いた直後に雷に撃たれて死んでしまった。ネクロマンサーはケインが持ち、アザトースの棲む凶魔島へ総攻撃が始まる。ケインがアザトースに出会い、ネクロマンサーを引き抜くとケインはネクロマンサーに精神を支配され、味方を次々に斬り殺していく。
ロミナを斬ったとき、ネクロマンサーは完全な復活を遂げた。ロミナは水の女神ミオネリアの末裔であり、その血は聖水としてネクロマンサーに祝福を与えたのだった。これによってケインは正気に戻りアザトースを倒す。戦いが終わった後、人の手に余るネクロマンサーの処分を王に頼んだケインは、ロミナをつれて再び旅立つのだった。

### ゲームブック版
- PCエンジン冒険ゲームブック「邪聖剣ネクロマンサー　イシュメリアの悪夢」（双葉社、1988年）草野直樹・著 
主人公はミック、仲間はキース、シーナという名前になっている。

## 関連文献
- ファイティングスタジオ『邪聖剣ネクロマンサー必勝攻略法』双葉社〈PCエンジン完璧攻略シリーズ〉、1988年。ISBN 4575151025。